# Bainville-sur-Madon
Pour les articles homonymes, voir Bainville et Madon.
Bainville-sur-Madon est une commune française située dans le département de Meurthe-et-Moselle, en région Grand Est.

## Géographie
|           | Pont-Saint-Vincent  | Méréville |
| Maizières | Bainville-sur-Madon |           |
|           | Xeuilley            | Frolois   |

### Voies de communication et transport

#### Réseau routier
- D 974, vers Allain, jonction A31 ou vers Neuves-Maisons.
- D 331, jonction autoroutière avec l'A330 vers Nancy.

#### Transport en commun
- Réseau Ted' (cars), conseil général de Meurthe-et-Moselle, ligne R580 (Nancy - Grimonviller), six allers-retours par jour en moyenne.
- Réseau Sub' (bus) : deux allers-retours dans l'après-midi sur la ligne 512 (prolongement du terminus de Pont-Saint-Vincent) vers Vandœuvre CHU ou Villers lycée Stanislas jusqu'en septembre 2017.
- TER Lorraine (car TER), ligne 6 (Nancy - Pont-Saint-Vincent - Contrexéville - Culmont-Chalindrey), 2 allers-retours en moyenne.
- Transport en Moselle et Madon (bus), Communauté de communes Moselle et Madon, ligne C (Viterne - CHU Brabois), ligne D (Marthemont - Neuves-Maisons) et ligne E (Pulligny - Neuves-Maisons) 7 allers-retours en moyenne par ligne.

### Hydrographie
La commune est dans le bassin versant du Rhin au sein du bassin Rhin-Meuse. Elle est drainée par le Madon, le ruisseau de Viterne et le ruisseau du Puisot,.
Le Madon, d'une longueur de 97 km, prend sa source dans la commune de Vioménil et se jette  dans la Moselle à Pont-Saint-Vincent, après avoir traversé 47 communes. 

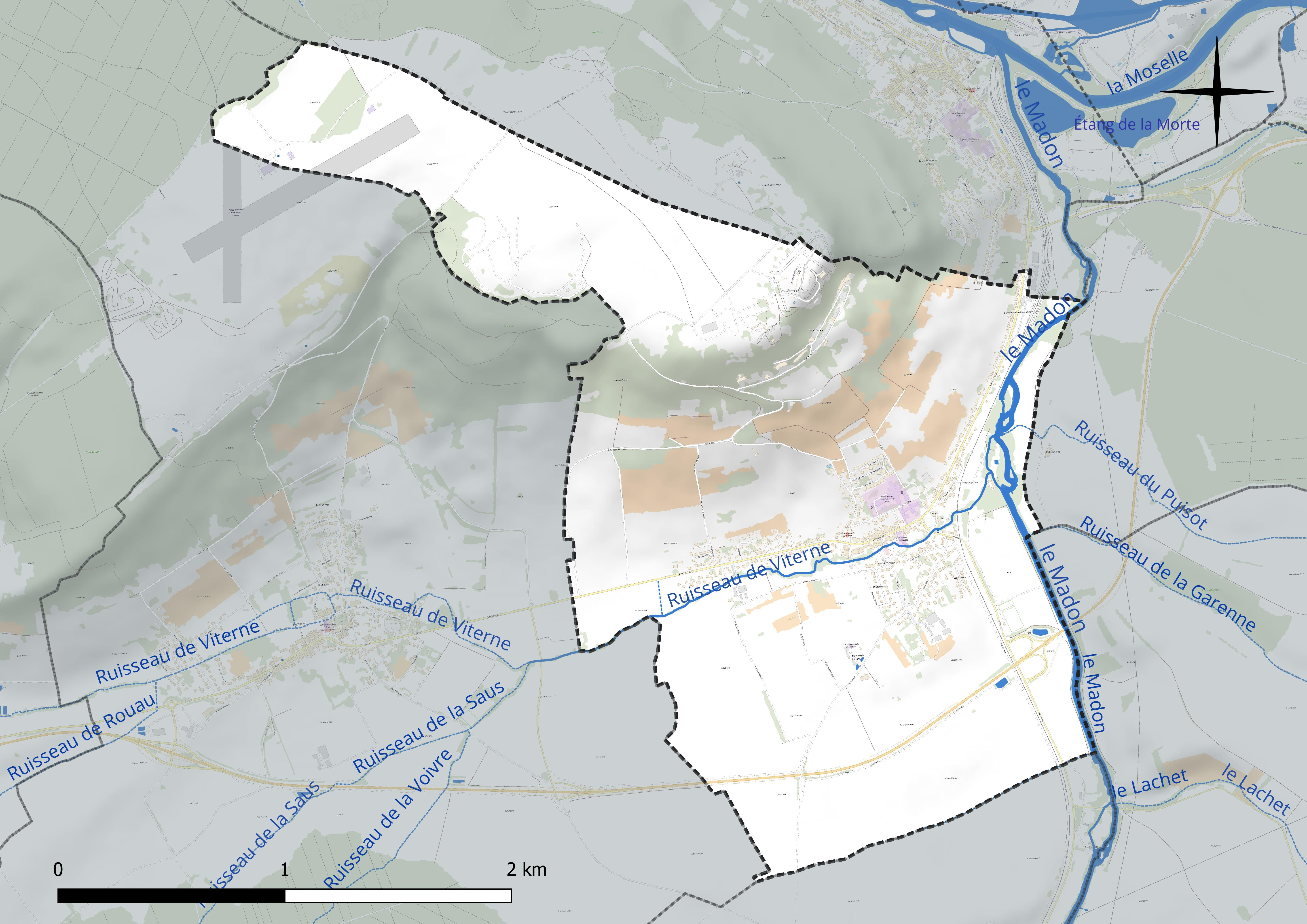
Réseau hydrographique de Bainville-sur-Madon.

### Climat
Pour des articles plus généraux, voir Climat du Grand Est et Climat de Meurthe-et-Moselle.
En 2010, le climat de la commune est de type climat des marges montargnardes, selon une étude du Centre national de la recherche scientifique s'appuyant sur une série de données couvrant la période 1971-2000. En 2020, Météo-France publie une typologie des climats de la France métropolitaine dans laquelle la commune est exposée à un climat semi-continental et est dans la région climatique  Lorraine, plateau de Langres, Morvan, caractérisée par un hiver rude (1,5 °C), des vents modérés et des brouillards fréquents en automne et hiver. 
Pour la période 1971-2000, la température annuelle moyenne est de 9,9 °C, avec une amplitude thermique annuelle de 16,9 °C. Le cumul annuel moyen de précipitations est de 838 mm, avec 11,9 jours de précipitations en janvier et 9,3 jours en juillet. Pour la période 1991-2020, la température moyenne annuelle observée sur la station météorologique de Météo-France la plus proche, « Nancy-Ochey », sur la commune d'Ochey à 11 km à vol d'oiseau, est de 10,5 °C et le cumul annuel moyen de précipitations est de 810,4 mm. 
La température maximale relevée sur cette station est de 39,6 °C, atteinte le 25 juillet 2019 ; la température minimale est de −19,1 °C, atteinte le 12 janvier 1987,,. 
Les paramètres climatiques de la commune ont été estimés pour le milieu du siècle (2041-2070) selon différents scénarios d'émission de gaz à effet de serre à partir des nouvelles projections climatiques de référence DRIAS-2020. Ils sont consultables sur un site dédié publié par Météo-France en novembre 2022.

## Urbanisme

### Typologie
Au 1er janvier 2024, Bainville-sur-Madon est catégorisée ceinture urbaine, selon la nouvelle grille communale de densité à sept niveaux définie par l'Insee en 2022.
Elle appartient à l'unité urbaine de Neuves-Maisons, une agglomération intra-départementale regroupant sept  communes, dont elle est une commune de la banlieue,,. Par ailleurs la commune fait partie de l'aire d'attraction de Nancy, dont elle est une commune de la couronne,. Cette aire, qui regroupe 353 communes, est catégorisée dans les aires de 200 000 à moins de 700 000 habitants,.

### Occupation des sols
L'occupation des sols de la commune, telle qu'elle ressort de la base de données européenne d’occupation biophysique des sols Corine Land Cover (CLC), est marquée par l'importance des territoires agricoles (64,5 % en 2018), en diminution par rapport à 1990 (68,8 %). La répartition détaillée en 2018 est la suivante : terres arables (41,3 %), prairies (13 %), espaces verts artificialisés, non agricoles (11,7 %), zones agricoles hétérogènes (10,2 %), zones urbanisées (10,1 %), mines, décharges et chantiers (5,8 %), zones industrielles ou commerciales et réseaux de communication (4,3 %), forêts (3,5 %). L'évolution de l'occupation des sols de la commune et de ses infrastructures peut être observée sur les différentes représentations cartographiques du territoire : la carte de Cassini (XVIIIe siècle), la carte d'état-major (1820-1866) et les cartes ou photos aériennes de l'IGN pour la période actuelle (1950 à aujourd'hui).

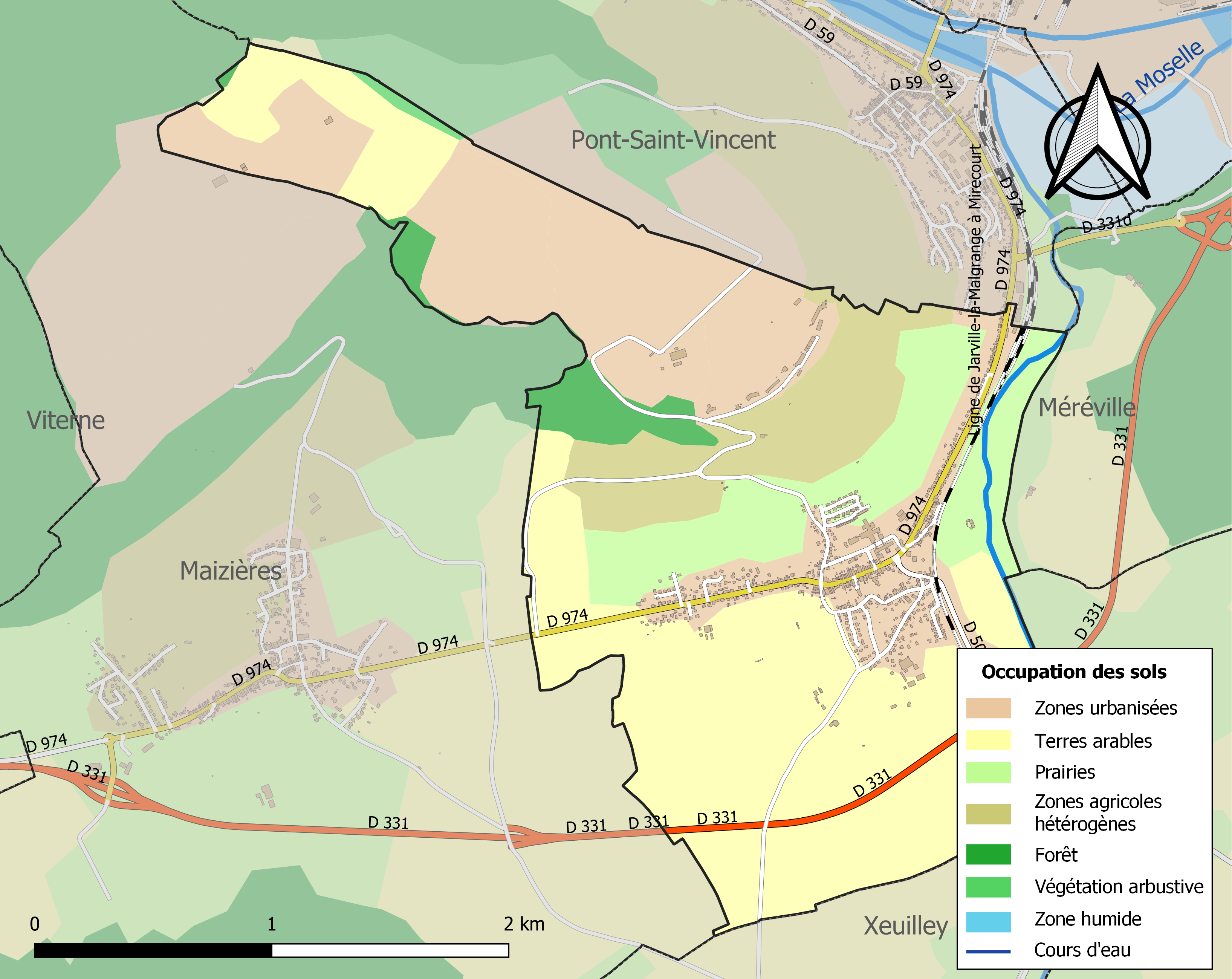
Carte des infrastructures et de l'occupation des sols de la commune en 2018 (CLC).

## Toponymie
Le nom de la localité est attesté sous les formes Babainvilla (1051) ; Bibenvila (1196) ; Bainville-sur-Mauldon (1420).

Le Madon est une rivière française du Grand Est née dans les collines de la Vôge et un affluent gauche de la Moselle. Il s'écoule vers le nord, baignant les départements des Vosges et de Meurthe-et-Moselle.

## Politique et administration
| Période                                  | Période  | Identité           | Étiquette | Qualité                                |
| ---------------------------------------- | -------- | ------------------ | --------- | -------------------------------------- |
| 1947                                     | 1977     | Louis Dupont       | SFIO      | Professeur technique adjoint           |
| 1977                                     | 1983     | Maurice Perrin     |           |                                        |
| 1983                                     | 2008     | Claude Guidat      |           | Président de la Communauté de communes |
| 2008                                     | 2014     | Jean-Michel Perrin |           |                                        |
| mars 2014                                | mai 2020 | Claude Guidat      |           | Retraité salarié du secteur privé      |
| mai 2020                                 | En cours | Benoit Sklepek,    |           | Contremaître, agent de maîtrise        |
| Les données manquantes sont à compléter. |          |                    |           |                                        |

## Population et société

### Démographie
L'évolution du nombre d'habitants est connue à travers les recensements de la population effectués dans la commune depuis 1793. Pour les communes de moins de 10 000 habitants, une enquête de recensement portant sur toute la population est réalisée tous les cinq ans, les populations de référence des années intermédiaires étant quant à elles estimées par interpolation ou extrapolation. Pour la commune, le premier recensement exhaustif entrant dans le cadre du nouveau dispositif a été réalisé en 2005.

En 2022, la commune comptait 1 443 habitants, en évolution de +3,07 % par rapport à 2016 (Meurthe-et-Moselle : −0,13 %, France hors Mayotte : +2,11 %).
| 1793 | 1800 | 1806 | 1821 | 1831 | 1836 | 1841 | 1846 | 1851 |
| ---- | ---- | ---- | ---- | ---- | ---- | ---- | ---- | ---- |
| 295  | 309  | 359  | 341  | 391  | 400  | 379  | 378  | 385  |

| 1856 | 1861 | 1872 | 1876 | 1881 | 1886 | 1891 | 1896 | 1901 |
| ---- | ---- | ---- | ---- | ---- | ---- | ---- | ---- | ---- |
| 374  | 357  | 367  | 367  | 373  | 419  | 428  | 488  | 530  |

| 1906 | 1911 | 1921 | 1926 | 1931 | 1936 | 1946 | 1954 | 1962 |
| ---- | ---- | ---- | ---- | ---- | ---- | ---- | ---- | ---- |
| 537  | 647  | 577  | 577  | 633  | 629  | 623  | 641  | 618  |

| 1968 | 1975 | 1982 | 1990  | 1999  | 2005  | 2006  | 2010  | 2015  |
| ---- | ---- | ---- | ----- | ----- | ----- | ----- | ----- | ----- |
| 677  | 747  | 906  | 1 051 | 1 170 | 1 399 | 1 415 | 1 349 | 1 399 |

| 2020  | 2022  | - | - | - | - | - | - | - |
| ----- | ----- | - | - | - | - | - | - | - |
| 1 442 | 1 443 | - | - | - | - | - | - | - |

## Économie
- Une boulangerie
- Bar Tabac
- Chauffagiste
- Fort Aventure

## Culture locale et patrimoine

### Lieux et monuments

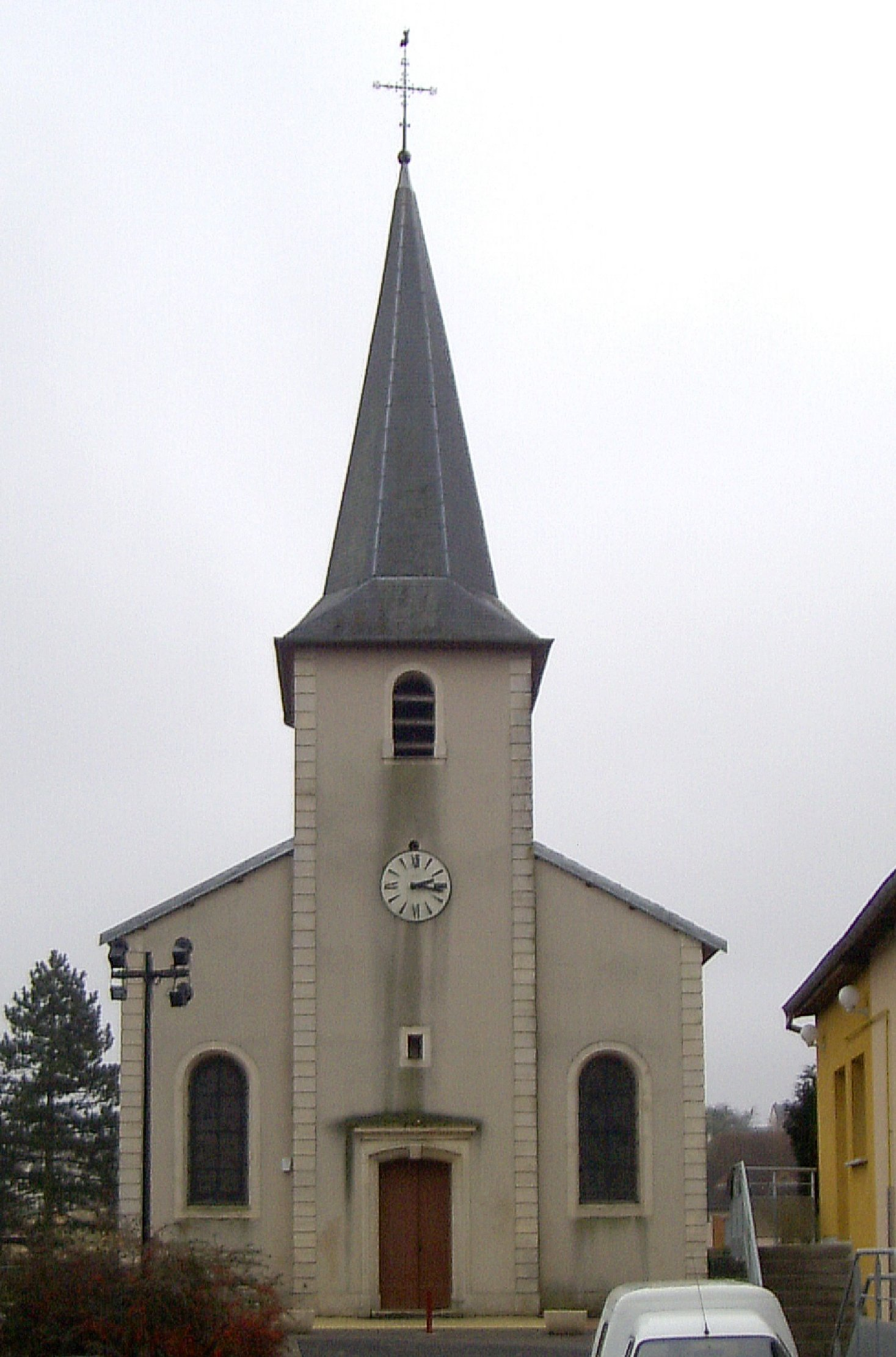
L'église Saint-Martin.

- Présences gallo-romaine et franque.
- Nécropole barbare, au mobilier assez riche, découverte en 1857.
- Maison de Jacques Callot : maison rebâtie en 1611 par Jean Callot, héraut d'armes du duc de Lorraine et père de Jacques ; maison importante restaurée, aujourd'hui maison de repos.
- Église Saint-Martin XVIIe siècle.

### Personnalités liées à la commune
- Jacques Callot (1592-1635), graveur, y est né[24].
- Victor Demogeot (1881-1970), mécanicien et pilote automobile, est né et décédé à Bainville-sur-Madon.

### Héraldique, logotype et devise
| Blason de Bainville-sur-Madon | Blason  | D'azur à cinq étoiles d'or ordonnées en sautoir. |
| Blason de Bainville-sur-Madon | Détails | Le statut officiel du blason reste à déterminer. |